# Casario à Rua Félix da Cunha

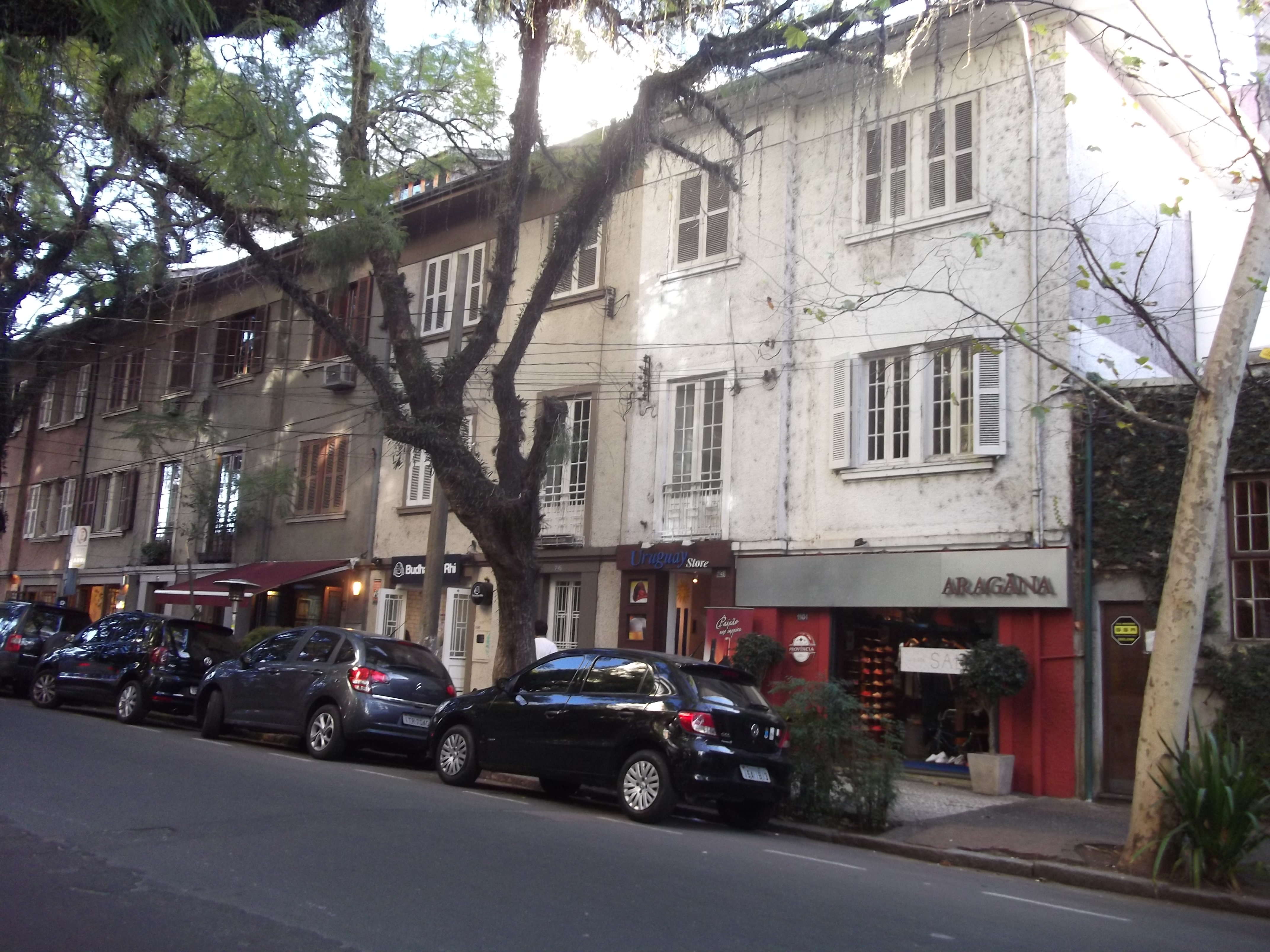
Casario à Rua Félix da Cunha

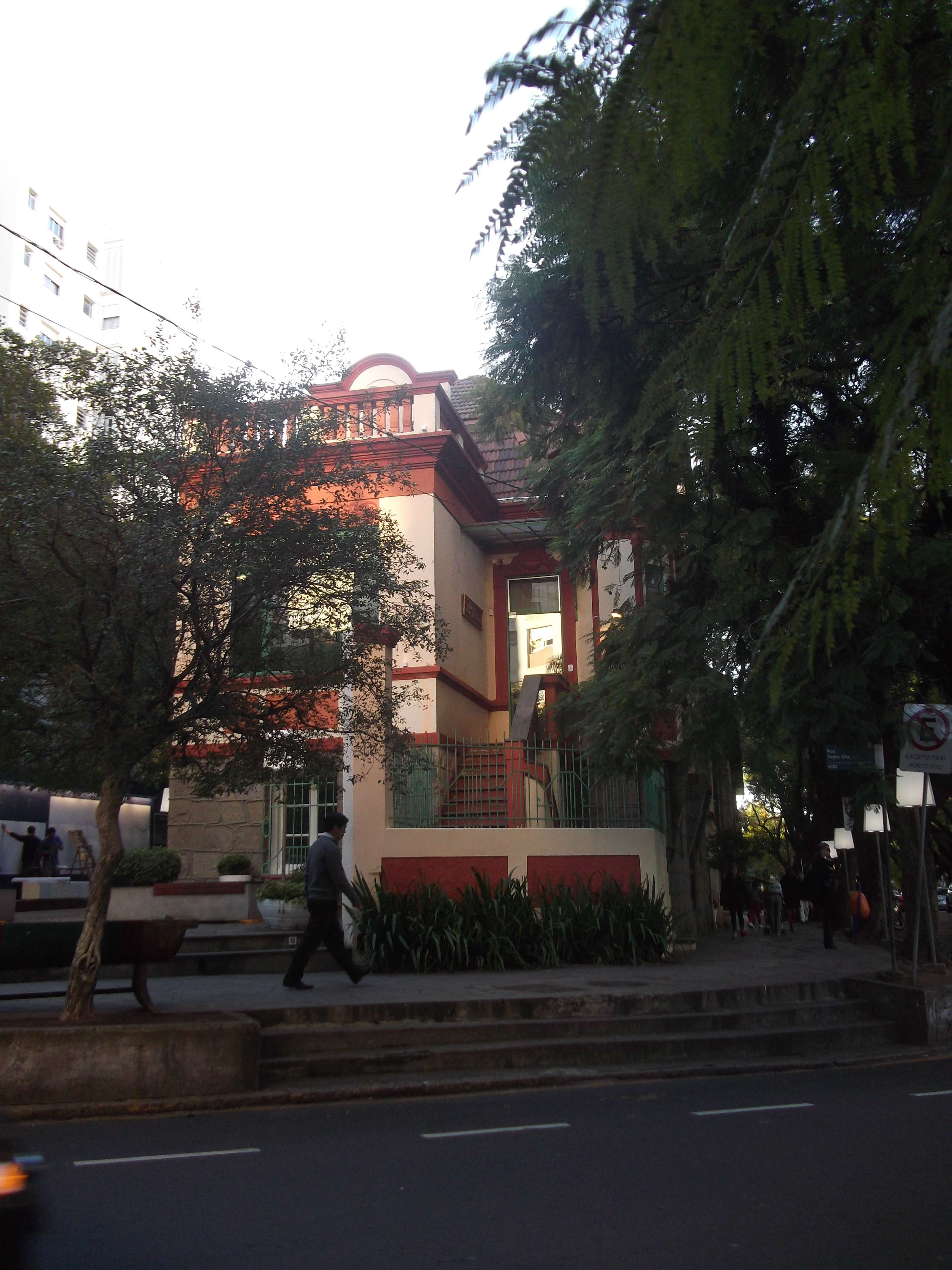
Rua Félix da Cunha, 1215

O Casario à Rua Félix da Cunha é um conjunto de casas tombadas localizadas na cidade brasileira de Porto Alegre, capital do estado do Rio Grande do Sul. 

## História
Localizado na Rua Félix da Cunha, no bairro Moinhos de Vento, próximo da Praça Doutor Maurício Cardoso, o casario consiste em uma série de oito sobrados geminados (de números 1143, 1145, 1155, 1157, 1167, 1169, 1179, 1181) e de uma residência isolada desses, de número 1215. O tombamento das primeiras sete casas pela prefeitura municipal ocorreu no dia 21 de março de 1989; as duas últimas foram tombadas em 1991 e em 1996.
O conjunto das oito casas geminadas foi construído pela firma Azevedo-Moura & Gertum na década de 1930, com projeto concebido pelo arquiteto tcheco Egon Weindorfer. A intenção do empreendimento era locação imobiliária para a classe média. A disposição das casas revela a influência das terraced houses típicas e originárias da Grã-Bretanha, mais precisamente as dos períodos georgiano e vitoriano. Já o estilo demonstra a influência do Art decó. As unidades germinadas foram edificadas sobre lotes de quase 100 m² cada e em três pavimentos, ligados por escadas de madeira. Tanto as janelas como as portas foram realçadas por molduras salientes e lisas; acima dessas, vê-se floreiras metálicas e balcões com gradis geometrizados.
O movimento de preservar o casario nasceu de seus próprios usuários, que estavam preocupados com o risco de demolição devido ao necessário alargamento da Rua Félix da Cunha. Com sucesso, eles conseguiram mobilizar a comunidade e o poder executivo municipal, conquistando o reconhecimento de "interesse sócio-cultural" ao casario antes do tombamento ocorrer.